# Grad Turn pri Črnomlju
Grad Turn pri Črnomlju (nemško Thurnau) je bil grad, katerega razvaline so še danes vidne na nekoliko dvignjeni ravnici pri izviru Podturnščice, zahodno od Dragatuša v Beli krajini.

## Zgodovina
Grad naj bi sezidali v 14. stoletju, v pisnih virih pa je prvič omenjen leta 1463 kot Wilhalmen Semenitsch turren. Kasneje so bili lastniki gradu grofje Frankopani, nato pa vitezi Guraltiči. Na začetku 16. stoletja je bil lastnik gradu Jakob Strauss, ki ga je leta 1509 prodal metliškemu glavarju Sigmundu pl. Pyrschu. Po letu 1550 so bili lastniki gradu s posestvom pl. Schnitzenbaumi, od leta 1621 pa Mihael Bernardič (Bernardiz). Konec 17. stoletja ga je kupil baron Janez Jurij Apfaltrer in v drugi polovici 18. stoletja Janez Jožef Ruess pl. Ruessenstein. Leta 1791 je Turn kupil Nikolaj pl. Paunovič (Paunovich), ki je leta 1798 za svojega naslednika določil sina Pavla. Leta 1841 se je Matija Primic (Primitz), okrajni komisar in lastnik gradu v Krupi poročil z vdovo, Ano Frideriko Paunovič in tako postal lastnik gradu s posestjo. Po njegovi smrti leta 1855 je ostala lastnica njegova žena Ana, ki pa je umrla leta 1856. Grad je bil po njeni smrti prodan na dražbi. Lastnik je tako postal Franc pl. Friedau, leta 1882 pa nato Avstrijska alpska rudarska družba. Leta 1888 je lastnik postal Hinko Grunwald iz Zagreba, leta 1896 pa Emanuel Kuhnel.
Danes je grad ruševina, grajsko zemljo in poslopja pa so odkupili lokalni kmetje.

## Ustno izročilo
Pri izviru Podturnščica naj bi nekoč stal protiturški tabor s cerkvico Sv. Neža, katerega so Turki zavzeli in uničli. V gozdu nad gradom je Francoska jama v katero naj bi oboroženi hlapci z gradu Poljane zmetali francoske vojake, ker so bili obdolženi kraje. Nek domačin jih je rešil in so iz maščevanja zažgali grad Poljane.

## Galerija
- Prednja stran
- Turn pri Črnomlju na franciscejskem katastru za Kranjsko, 1823–1869
- Grad Turn v Valvasorjevi topografiji leta 1679